# Anguloa cliftonii
Anguloa cliftonii es una orquídea de hábito terrestre originaria de  Sudamérica.

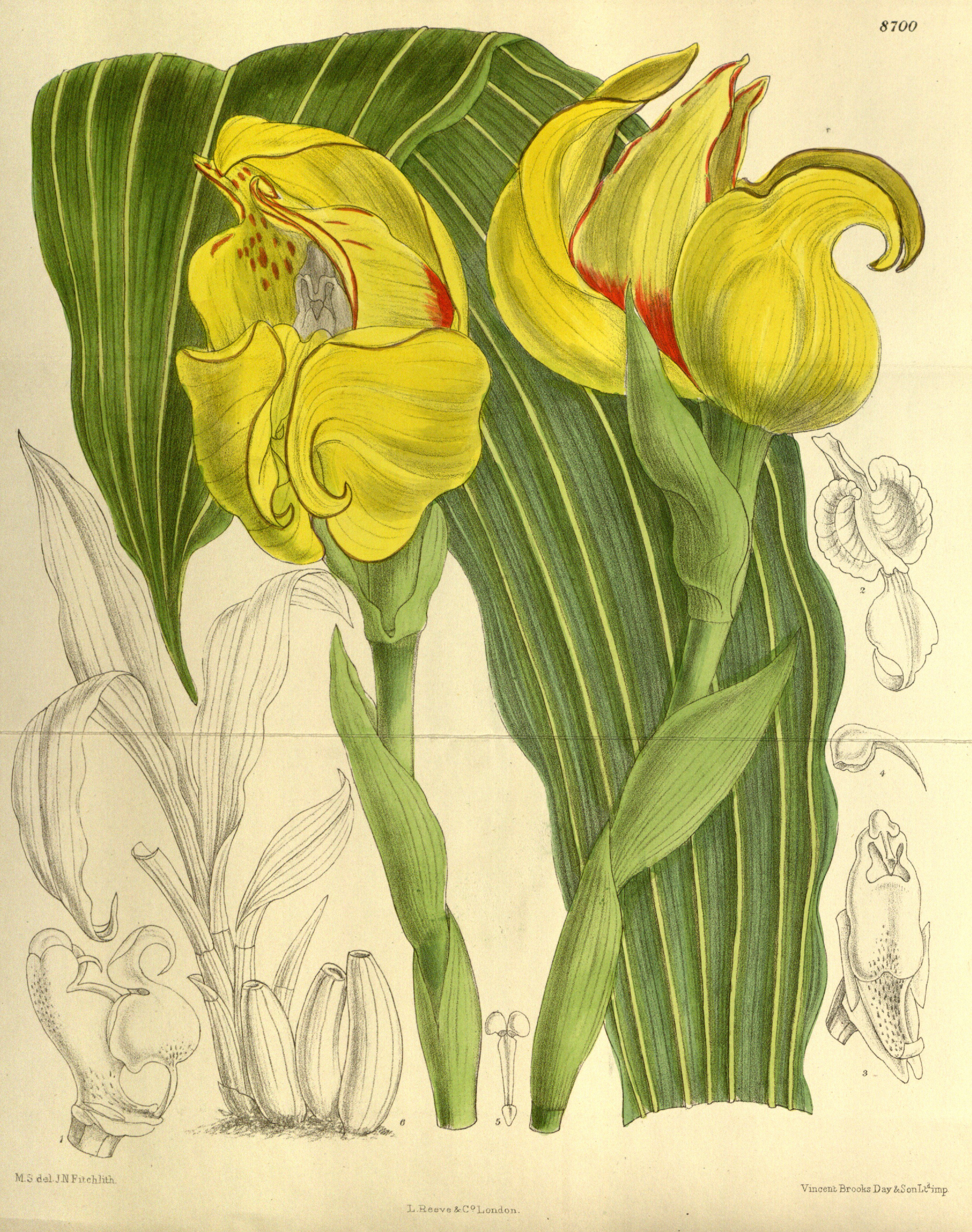
Ilustración.

## Características
Es una orquídea de gran tamaño, de hábito terrestre, que prefiere el clima cálido al frío, que es similar en flor a Anguloa clowesii Lindley pero cliftonii tiene un  lóbulo lateral del labelo de color marrón rayado de color púrpura, mientras que A. clowesii es uniformemente amarillo. Florece en la primavera y el verano en una inflorescencia erecta, larga, bracteada, a menudo 2 inflorescencias que surgen basales como surgen los nuevos crecimientos en el final del invierno con una gran flor cerosa, solitaria y fragante. Esta especie tiene pseudobulbos ovoides agrupados, alargados que llevan de 2 a 3 hojas, plegadas, elíptico-oblongas, acuminadas, subunduladas y se convierte en una gran planta base.

## Distribución y hábitat
Se encuentra en Colombia, en altitudes de 1.000 a 1.800 metros.

## Taxonomía
Anguloa cliftonii fue descrita por Robert Allen Rolfe y publicado en Bulletin of Miscellaneous Information Kew 169. 1910.
Etimología
Anguloa (abreviado Ang.): nombre genérico otorgado en honor de  "Francisco de Angulo", director de las minas de Perú y un aficionado a las orquídeas del tiempo en que llegaron  Ruiz y Pav. a ese país.
cliftonii: epíteto otorgado en honor de Clifton (cultivador inglés de orquídeas de finales de 1800 y comienzos de 1900.
Sinonimia
- Anguloa cliftonii var. alba Oakeley
- Anguloa cliftonii var. concolor Oakeley	[2][5][6]